# پلپناتزه دل گاردا
پُلپناتزه دل گاردا (به ایتالیایی: Polpenazze del Garda) یک کومونه در ایتالیا است که در استان برشا واقع شده‌است. پلپناتزه دل گاردا ۹ کیلومتر مربع مساحت و ۲٬۶۲۶ نفر جمعیت دارد.